# Sternberg-Riesenzelle

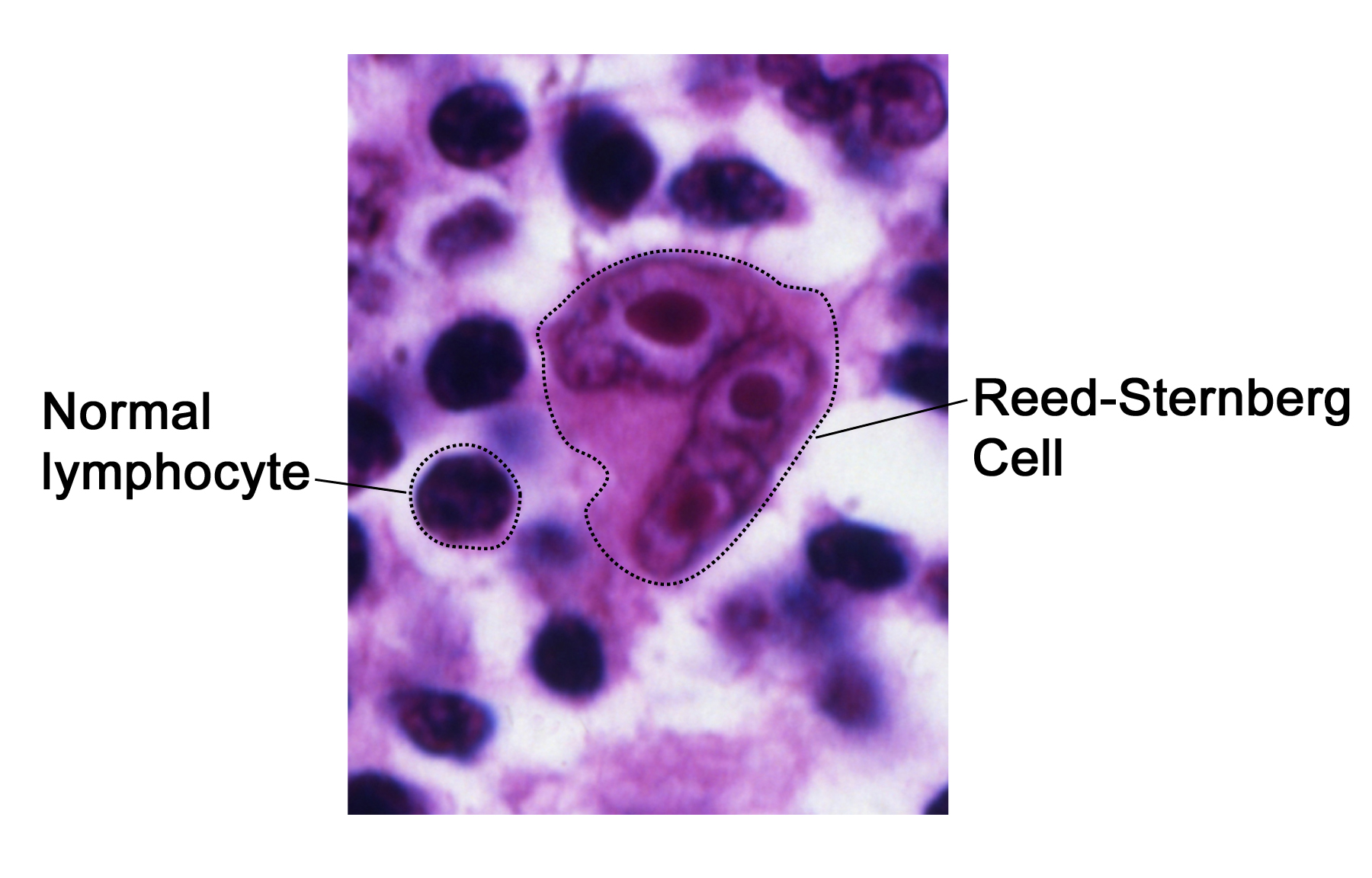
Sternberg-Riesenzelle

Sternberg- oder Sternberg-Reed-Riesenzellen (nach dem österreichischen Pathologen Carl Sternberg und der amerikanischen Kinderärztin Dorothy Reed Mendenhall) sind krankhaft veränderte B-Lymphozyten, die vor allem beim Hodgkin-Lymphom vorkommen. Sie entstehen durch Mitose ohne Trennung des Zellkörpers aus Hodgkin-Zellen. Sternberg-Riesenzellen sind jedoch nicht beweisend für ein Hodgkin-Lymphom, sie können auch beim Non-Hodgkin-Lymphom, beim Pfeiffer-Drüsenfieber und auch bei Sarkomen und Karzinomen auftreten.
Die Diagnose des Hodgkin-Lymphoms basiert auf der Identifikation von Sternberg-Reed-Zellen vor einem Hintergrund von nicht-neoplastischen inflammatorischen Zellen. Eine Bestätigung der Sternberg-Reed-Zellen als solche kann mittels des charakteristischen immunohistochemischen Profils geschehen.
Sternberg-Reed-Riesenzellen sind monoklonale B-Lymphozyten, die im Keimzentrum von Lymphknoten entstehen. In der klassischen Form besitzen sie zwei oder mehr Zellkerne und große, eosinophile Kernkörperchen. In den Zellen kommt es zu einer Neukombination von Immunglobulin-Genen. In der klassischen Form exprimieren sie einen Interleukin-2-Rezeptor (CD25), sowie die B-Lymphozytenantigene CD19 und CD20.